# Îles des Saintes

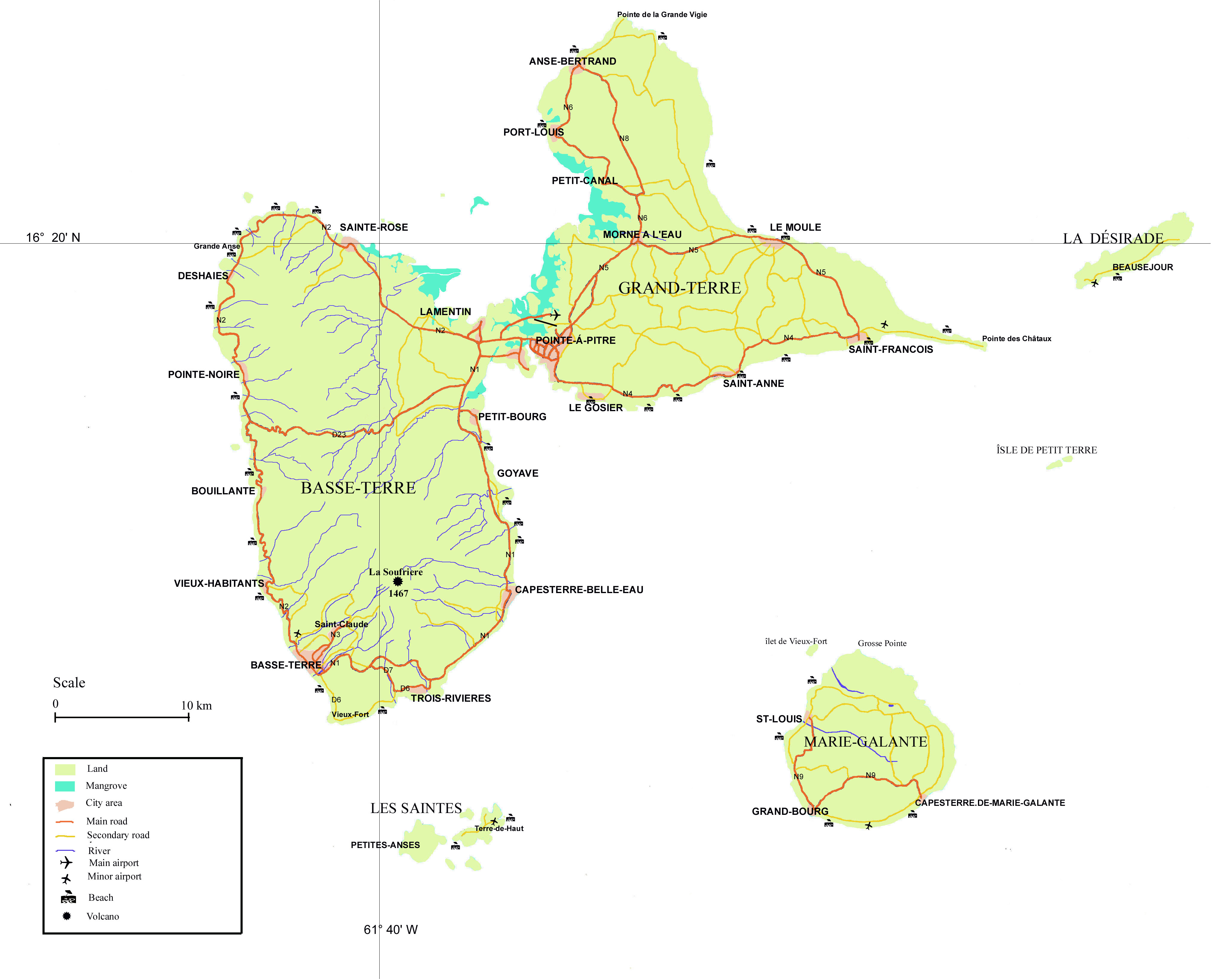
Karta över Guadeloupe med Îles des Saintes i sydväst

Îles des Saintes är en ögrupp inom det franska utomeuropeiska departementet Guadeloupe. Öarna ligger omkring 15 km sydost om ön Guadeloupe och tillhör således Små Antillerna. Cirka 3 000 invånare (1999). Två av öarna är bebodda: Terre-de-Haut och Terre-de-Bas. Övriga sju öar är obebodda.
Christofer Columbus kallade öarna Los Santos eftersom han anlände till öarna på Allhelgonadagen 1493. De första franska nybyggarna anlände 1648. På grund av sitt strategiska läge var öarna 1782 föremål för ett sjöslag mellan fransmän och britter, men har förblivit under fransk kontroll sedan 1816.